# 长春沟塔群
长春沟塔群，位于中国河北省张家口市赤城县大海陀乡施家村南，为省级文物保护单位，类型为古建筑，公布时间为1993年7月15日。
长春沟塔群的历史年代为明、清。